# Wilhelm Muhs
Wilhelm Muhs (* 22. November 1910 in Gandersheim; † 19. April 1982 in Bad Gandersheim) war ein deutscher Politiker (SPD) und Mitglied des Niedersächsischen Landtages.

## Leben
Nach dem Besuch der Volksschule absolvierte Wilhelm Muhs eine Schriftsetzerlehre. Er leistete Wehrdienst in den Jahren 1939 bis 1945 bei der Luftwaffe, wurde im Osten eingesetzt und geriet schließlich in sowjetische Kriegsgefangenschaft. Im Jahr 1946 trat er der SPD bei. Er wurde Kreisvorsitzender, Mitglied des Rates und Abgeordneter des Kreistages ab 1948. Im Jahr 1962 wurde er im Landkreis Gandersheim Landrat. Er erhielt das Verdienstkreuz Erster Klasse des Verdienstordens der Bundesrepublik Deutschland. Vom 21. Juni 1970 bis 20. Juni 1974 war er Mitglied des Niedersächsischen Landtages (7. Wahlperiode).
Am 29. September 1977 wurde er Ehrenbürger der Stadt Bad Gandersheim.